# 日本無線協会
公益財団法人日本無線協会（にほんむせんきょうかい）は、無線従事者国家試験および無線従事者に関する講習・訓練を実施する非営利団体である。元総務省所管。

## 事業
事業計画書、事業報告書および公式ウェブサイトの情報を要約する。詳細は関係項目も参照のこと。これらの日程は、臨時に実施するものを除き毎年2月末までに翌年度分が公開される。
国家試験
電波法および電波法施行令に規定する無線従事者全23種別の指定試験機関として、各種別を年2回以上実施する。
日程
- 海上特殊無線技士・航空特殊無線技士・陸上特殊無線技士、第一級・第二級アマチュア無線技士は年3回実施する。（令和7年よりアマチュア無線技士の試験は年2回となる）
- 第三級・第四級アマチュア無線技士は、統一日程とはせず本支部毎に年4回以上実施する。また、東京の本部では月1回、当日受付試験も実施する。

実施地
- 原則として本支部所在地で実施する。なお、本支部所在地以外に第二会場を設けることがあり申請時に選択できる。
- 総合無線通信士、第一級・第二級海上無線通信士は、平成26年度より受験者減少のため信越支部（長野市）、北陸支部（金沢市）では実施しない[1]。
- 第三級・第四級アマチュア無線技士は、本支部所在地以外でも実施する。

臨時試験
- 海上・航空・陸上特殊無線技士、第三級・第四級アマチュア無線技士について実施することがある。また、学校等の団体は実施を要求することができる。

養成課程
無線従事者規則で対象とする計15種別の内、第三級・第四級海上無線通信士、航空無線通信士、海上・航空・陸上特殊無線技士計12種別の認定施設者である。これらを次のように一般公募または官公庁や企業・団体から受託して実施する。
- 国内電信級陸上特殊無線技士は、公募も受託もしない。
- 第三級・第四級海上無線通信士、レーダー級海上特殊無線技士は、公募しない。
- 第三級海上無線通信士、第一級海上特殊無線技士は、受託[2]により外国人船員に対し、一部は外国を実施地として実施する。
- 第二級海上特殊無線技士（平成23年度より）、第二級陸上特殊無線技士（平成24年度より）には、資格保有者を対象とした短縮コースがある。
- 第一級陸上特殊無線技士には、平日コースに加え（平成27年度より）土日コースがある。
- 公募8種別を全て実施するのは本部のみであり、支部により全部または一部を実施しない。
- 上記の短縮コースのように保有資格や学歴・職歴により授業時間が減免されるものがある。

認定講習
無線従事者規則で対象とする第三級を除く総合無線通信士、海上無線通信士、陸上無線技術士計8種別の認定講習課程実施者である。この内、次のものを本部で実施する。
- 第二級総合無線通信士
- 第三級海上無線通信士
  - 資格保有者を対象とした短縮コースがある。

申込みが極めて少ないと中止することがある。また、上記以外の種別も実施することがある。
主任無線従事者講習
主任無線従事者講習の指定講習機関として、次の講習を本支部で実施する。
- 海上主任講習
- 航空主任講習
- 陸上主任講習

船舶局無線従事者証明
新規訓練および再訓練の認定を受けている。この内、新規訓練を本部で実施するとしているが、申込みが極めて少ないと中止することがある。
災害医療救護通信エキスパート育成
総務省の事業である災害医療救護通信エキスパート育成協議会の事務局が置かれる。医療機関の関係者を対象に次の研修を本支部毎に実施する。
- 上級レベル
- 標準レベル
- 基礎レベル

## 沿革
- 1981年（昭和56年）
  - 財団法人無線従事者国家試験センターとして設立
  - 電話級アマチュア無線技士（現 第四級アマチュア無線技士）の指定試験機関に指定
- 1984年（昭和59年）- 電信級アマチュア無線技士（現 第三級アマチュア無線技士）及び特殊無線技士（当時の8種別）の指定試験機関に指定
- 1990年（平成2年）
  - 財団法人日本無線協会に名称変更
  - 財団法人日本電波協会と統合、海上・航空・陸上特殊無線技士の養成課程を開始
  - 主任無線従事者の指定講習機関に指定
  - 第二級アマチュア無線技士及び（相当種別が無かったことにより）第三級陸上特殊無線技士の指定試験機関に指定
  - 認定講習を開始
  - 第一級アマチュア無線技士の指定試験機関に指定
- 1991年（平成3年）- 第四級海上無線通信士及び航空無線通信士の資格の指定試験機関に指定
- 1995年（平成7年）- 総合無線通信士、第一級・第二級・第三級海上無線通信士、陸上無線技術士の指定試験機関に指定
- 1996年（平成8年）- 船舶局無線従事者証明の認定新規訓練を開始
- 2013年（平成25年）- 公益財団法人に移行
- 2017年（平成29年）- 災害医療救護通信エキスパート研修を開始

## 点数開示
国家試験と養成課程・認定講習の修了試験については、点数を開示している。
点数開示請求書を自作し、1資格300円と返信用郵送料を添えて受験地の日本無線協会本支部へ郵送すること。